# Rosa lecomtei
Rosa lecomtei es una especie de planta del género Rosa, de la familia Rosaceae.

## Taxonomía
Rosa lecomtei fue descrita por Boulenger en 1933.

## Distribución
Se encuentra en el territorio de Tonkín.